# Bergsøyfjorden
Bergsøyfjorden er en fjord på sydsiden af Bergsøya i Gjemnes kommune i  Møre og Romsdal fylke i Norge. Den er 4,5 kilometer lang, og ligger mellem Batnfjorden i sydvest og Tingvollfjorden i nordøst. Fjorden har indløb mellem Hallset på Bergsøya i nord og Torvikbukt i syd og går over i Tingvollfjorden mellem Vorpskjæret ved Ranem i syd og Bergsøysundet i nord.
Riksvei 70 går langs nordsiden af fjorden på Bergsøya, mens riksvei 666 går på sydsiden.